# جاكي فنسنت
جاكي فنسنت (بالإنجليزية: Jacky Vincent)‏ هو موسيقي بريطاني، ولد في 23 يناير 1989 في بورتسموث في المملكة المتحدة.

## وصلات خارجية
- جاكي فنسنت على موقع ميوزك برينز (الإنجليزية)
- جاكي فنسنت على موقع ديسكوغز (الإنجليزية)